# جيمس الكسندر غوردون
جيمس الكسندر غوردون (بالإنجليزية: James Alexander Gordon)‏ هو صحفي رياضي بريطاني، ولد في 10 فبراير 1936 في إدنبرة في المملكة المتحدة، وتوفي في 18 أغسطس 2014 في ريدنغ في المملكة المتحدة.

## وصلات خارجية
- جيمس الكسندر غوردون على موقع IMDb (الإنجليزية)